# Selektywne modulatory receptora androgenowego
Selektywne modulatory receptora androgenowego, SARMs (z ang. selective androgen receptor modulators) – grupa agonistów i antagonistów receptora androgenowego charakteryzujących się rozdzieleniem działania anabolicznego od androgennego. Najczęściej mają budowę niesteroidową.

## Receptor androgenowy i jego farmakologia
Receptor androgenowy (AR) jest receptorem z rodziny receptorów jądrowych. Aktywowany AR jest czynnikiem transkrypcyjnym powodującym transkrypcję genów odpowiadających za szeroko pojęte działanie androgenne. AR reguluje anabolizm mięśniowy i kostny oraz erytropoezę, a przede wszystkim wpływa na powstawanie i utrzymywanie się męskiej charakterystyki płciowej.
AR jako jedyny receptor jądrowy ma aż dwa naturalne agonisty: testosteron i dihydrotestosteron (DHT), przy czym DHT, będący metabolitem testosteronu, znacznie silniej wiąże się z AR. Oba związki mają budowę steroidową.
AR jest celem farmakologicznym dla testosteronu, agonistów/antagonistów sterydów anabolicznych (AAS) oraz antagonistów AR. Testosteron, a z racji słabej biodostępności raczej jego estry, stosowany jest przede wszystkim w terapii zastępczej, w przypadku braku produkcji endogennego testosteronu.
AAS, substancje o budowie steroidowej, znalazły zastosowanie w leczeniu stanów katabolicznych związanych z przebiegiem nowotworów, AIDS lub długotrwałej terapii kortykosteroidami. Niegdyś stosowano je również w leczeniu anemii i osteoporozy, ale rozwój farmakologii zdegradował je do środków ostatniego wyboru w tych schorzeniach. AAS są także stosowane przez kulturystów i sportowców z dyscyplin siłowych (podnoszenie ciężarów, trójbój siłowy i tym podobne).
Antagonisty AR używane są w terapii łagodnego przerostu prostaty, raka prostaty, a także hirsutyzmu u kobiet, czy łysienia typu męskiego.
Wszystkie te związki charakteryzują się działaniami niepożądanymi (często poważnymi), dlatego AR pozostaje ważnym celem dla projektowania i odkrywania leków.
W przypadku agonistów AR, czyli testosteronu i AAS, najważniejszym problemem jest obecność, oprócz pożądanego działania anabolicznego, efektów androgennych: przyrostu włosów na ciele, łysienia na skórze głowy, obniżenia wysokości głosu, występowania trądziku. Są one praktycznie nie do przyjęcia przy leczeniu kobiet, a także wysoce uciążliwe w przypadku mężczyzn. Dodatkowo istnieje jeszcze niebezpieczeństwo rozrostu prostaty prowadzącego do powstania nowotworu, a także ginekomastii (w wyniku aromatyzacji testosteronu lub AAS do estradiolu).
Rozdzielenie działania anabolicznego i androgennego jest najważniejszym wyzwaniem projektowania i odkrywania substancji czynnych na AR. Jedną z odpowiedzi na nie jest powstanie SARMs.

## Historia SARMs
Od lat 80. XX wieku znano już niesteroidowych antagonistów AR. Flutamid, nilutamid oraz bikalutamid zostały nawet wprowadzone na rynek do leczenia raka prostaty.
W latach 90. Miller i Dalton prowadzili na Uniwersytecie Teksańskim prace badawcze nad analogami bikalutamidu z nadzieją uzyskania nieodwracalnych antagonistów AR. Nieoczekiwanie odkryli, że kilka z pochodnych propionanilidów wykazuje agonizm AR in vitro. Po syntezie kolejnych pochodnych z zamienionym łącznikiem tioeterowym na łącznik eterowy (S-1, S-4), przeprowadzono badania na szczurach. S-1 i S-4 wykazywały niespodziewaną selektywność – w tkance mięśniowej były agonistami, zaś w prostacie słabymi agonistami lub antagonistami częściowymi – powodowały przyrost mięśni bez stymulowania rozrostu prostaty. Przez analogię do SERMs, czyli selektywnych modulatorów receptora estrogenowego, zostały nazwane selektywnymi modulatorami receptora androgenowego. S-4 dodatkowo wykazywał wysoką biodostępność po podaniu doustnym oraz dobrym czasem półtrwania, co sugerowało, że jest doskonałym kandydatem na lek.
W następnych latach wiele grup badawczych, także w firmach farmaceutycznych, podjęło poszukiwania nowych SARMs, co doprowadziło do dużego bogactwa chemotypów tej grupy związków.

## Chemotypy SARMs
| Grupa               | Nazwa/symbol związku | Wzór |
| ------------------- | -------------------- | ---- |
| arylopropionamidy   | andarin (S4)         |      |
| arylopropionamidy   | ostarin (MK-2866)    |      |
| hydantoiny          | BMS-564929           |      |
| benzoksazepinony    | GSK8698              |      |
| indole              | JNJ-26146900         |      |
| chinoliny           | LGD-2941             |      |
| tetrahydrokarbazole | WO2007 002181        |      |
| tropany             | 198RL26              |      |
| steroidy            | –*                   |      |

* związek zaprezentowany na 233 zjeździe Amerykańskiego Towarzystwa Chemicznego (Chicago 2007)

## Mechanizm działania
Podstawa strukturalna rozdzielenia aktywności anabolicznej od działania androgennego jest wciąż niejasna, jednak zaproponowano kilka możliwych mechanizmów.
Po pierwsze, SARMs, będące prawie wyłącznie związkami niesteroidowymi, nie są podatne na działanie enzymów metabolizujących sterydy, w tym T i AAS: reduktazy i aromatazy. Reduktaza powoduje przekształcenie 3-okso-Δ(4,5)-steroidów w 5α-zredukowane pochodne, w tym np. DHT, który jest głównym androgenem w prostacie i innych tkankach androgennych, odpowiadającym za wirylizację. Brak możliwości powstawania DHT i innych produktów reduktazy może być najprostszym wyjaśnieniem nieaktywności SARM wobec tkanek androgennych.
Drugim proponowanym mechanizmem jest powodowanie przyjęcia przez AR nieco innej konformacji, co prowadzi do rekrutacji innych koaktywatorów, a skutkuje bardziej selektywną ekspresją genów.
Ponadto niektóre SARMs mają, zależnie od tkanki, aktywność pełnego agonisty (w mięśniach) lub częściowego agonisty/antagonisty (w prostacie). Sugeruje się więc, że selektywność tkankowa SARM może polegać m.in. na rekrutacji różnych zestawów koaktywatorów w poszczególnych tkankach.
Zaproponowano również oddziaływanie SARM na niegenomowe szlaki sygnalizacyjne w komórce, lecz wiedza na temat niegenomowego działania androgenów jest jeszcze niewielka. Wiadomo, że szlaki niegenomowe mają duży udział w działaniu ochronnym androgenów i estrogenów wobec tkanki kostnej, co może mieć także miejsce w przypadku SARM.

## Potencjalne zastosowanie kliniczne SARMs
W 2011 roku kilka SARMs (ostarin, andarin) znajdowało się w fazie badań klinicznych.
Ich potencjalne zastosowania dotyczą przede wszystkim leczenia stanów katabolicznych związanych z nowotworami, AIDS, problemami z odżywianiem, długotrwałą terapią kortykosteroidami, hiperkortyzolemią.
SARM mogłyby również być bezpiecznymi anabolikami do leczenia anemii oraz osteoporozy i artretyzmu.
W perspektywie rysuje się również zastosowanie ich we wspomaganiu gojenia się ran lub przy osłabieniu siły i masy mięśniowej u starszych mężczyzn.